# Klaus Winterhoff
Klaus Winterhoff  (* 16. Dezember 1950 in Plettenberg) ist ein deutscher Jurist und war von 1996 bis 2016 Juristischer Vizepräsident im Landeskirchenamt der Evangelischen Kirche von Westfalen.

## Leben
Klaus Winterhoff machte 1970 sein Abitur und studierte in Bochum von 1972 bis 1977 Rechtswissenschaft. 1977 legte er die 1. juristische Staatsprüfung und 1980 die 2. juristische Staatsprüfung ab. Von 1977 bis 1980 war er Rechtsreferendar und 1980/81 juristischer Mitarbeiter beim Beauftragten der Ev. Kirchen bei Landtag und Landesregierung von Nordrhein-Westfalen. 1982 folgte seine Berufung zum Landeskirchenrat im Landeskirchenamt der Evangelischen Kirche von Westfalen mit Sitz in Bielefeld. Von 1996 bis 2016 war Winterhoff juristischer Vizepräsident und Dezernent für Finanzen im Landeskirchenamt, Mitglied der Kirchenleitung und des Kollegiums des Landeskirchenamtes. Von 2003 bis November 2015 war er Mitglied im Rat der Evangelischen Kirche in Deutschland (EKD).
Klaus Winterhoff lebt in Halle (Westf.). Er ist verheiratet mit seiner Ehefrau Birgit Winterhoff, der ehemaligen Leiterin des Amtes für missionarische Dienste der Evangelischen Kirche von Westfalen.

## Weitere Ämter
Winterhoff ist Vorsitzender des Finanzbeirates der EKD und der Union Evangelischer Kirchen (UEK), seit 2003 stellvertretender Vorsitzender im Aufsichtsrat der Bank für Kirche und Diakonie, seit 2005 Mitglied im Verwaltungsrat der Deutschen Bibelgesellschaft und seit 2009 stellvertretender Vorsitzender des Verwaltungsrates der Von Bodelschwinghsche Stiftungen Bethel. Von 2012 bis 2015 amtierte er als stellvertretender Aufsichtsratsvorsitzender des Evangelischen Werkes für Diakonie und Entwicklung.